# 那須お笑い学校
那須お笑い学校（なすおわらいがっこう）は、浅井企画が栃木県那須塩原市に設立した、『笑い』と『介護』を合体させた異色のお笑いタレント養成所である。

## 講師

### 名誉校長
- 坂上二郎

### 教頭
- ルー大柴

### その他講師
- 山中伊知郎

## 出身者
- 時子とのぞみ